# 紀錄片

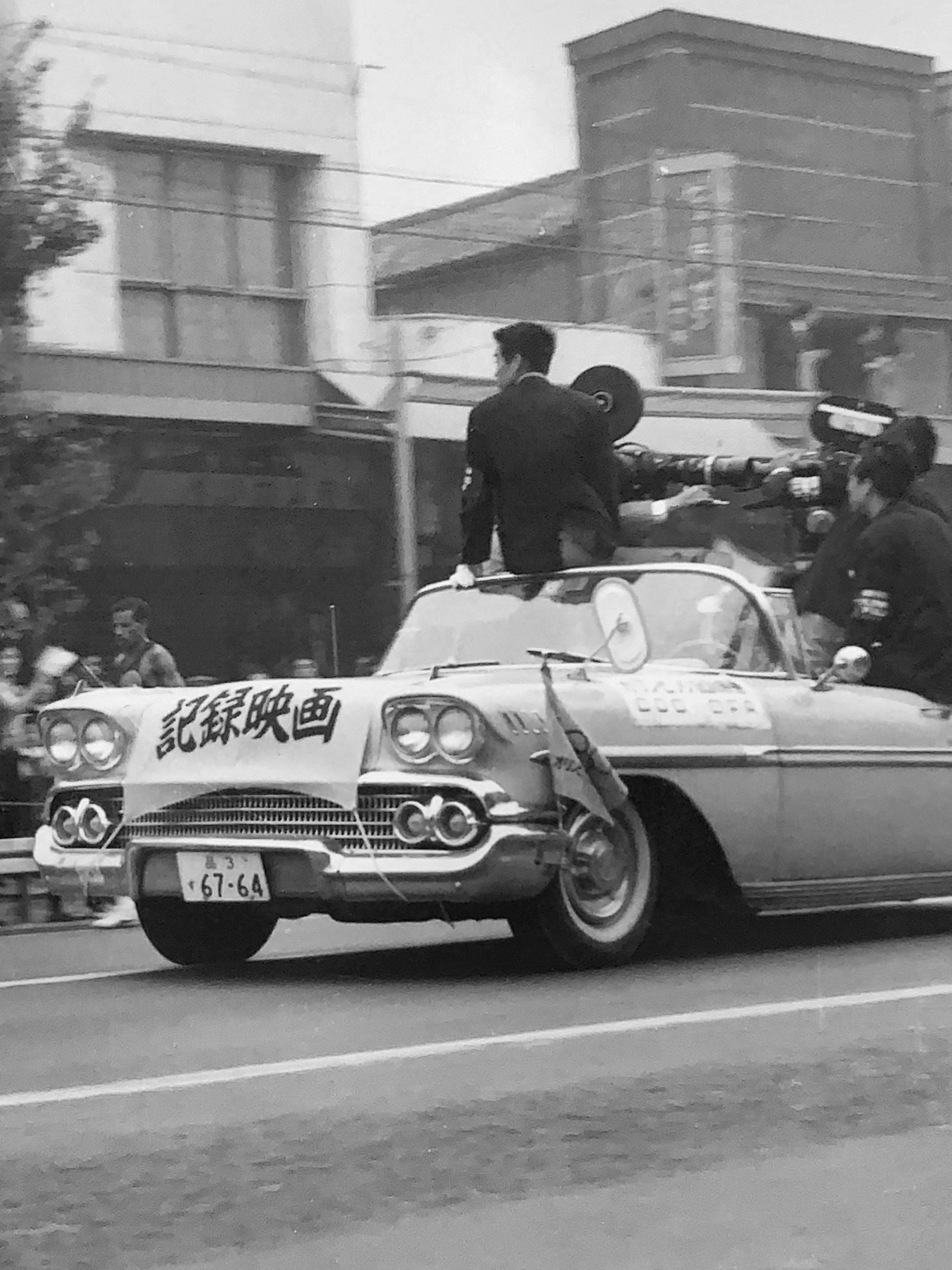
一辆用于拍摄1964年东京奥运会纪录片的汽车

纪录片是一种非虚构影片，旨在“记录现实，主要用于指导、教育或保存历史记录”。美国作家和媒体分析师比尔·尼科尔斯将纪录片定义为“一种电影制作实践、一种电影传统和一种观众接受模式，其仍然是一种没有明确界限的实践”。
关于信息收集行为和知识分享概念的研究指出，纪录片的前身是纪实摄影。这种摄影方式通过单张像片来细致地记录历史事件的复杂性，而且这种记录方式至今仍在一定程度上得到延续。例如，美国摄影师马修·布雷迪就曾在美国南北战争期间通过纪实摄影记录了该战争的历史。纪录片电影从单一影像的创作方式发展而来，利用电影这一媒介对特定信息进行更深入的呈现。
早期的纪录片最初被称为“实况电影”，大多数影片的时长通常仅为一分钟或更短。尽管这些影片忠实地呈现了真实事件，但它们缺乏明确的叙事结构，且能引起观众兴趣的内容也是有限的。随着时间的推移，纪录片逐渐变得更长，且涵盖了更多类型的信息。有些纪录片具有明显的教育性质，而另一些纪录片则具有观察性；而纪录剧情片则融入了戏剧性的叙事元素，而这些内容显然是虚构的。纪录片有时信息丰富，某些类型的纪录片常被学校作为教学资源，用于传授各种知识原理。纪录片制作人有责任忠实地展现他们眼中的世界，而非故意歪曲某一主题。
如今，Dailymotion和YouTube等受到广泛关注的社交媒體为纪录片这一特殊的电影类型的发展提供了途径。由于影片分享網站能够同时传播给多个受众，并能突破某些社会政治障碍（如审查制度），因此这种网站的出现增强了纪录片的传播范围和易访问性。

## 类型
依照美国学者比尔·尼科尔斯的观点，纪录片可以分为如下六种类型：
- 诗意型纪录片（Poetic Documentary）：诗意纪录片出现于20世纪20年代。代表作为尤里斯·伊文思的《雨（英语：Rain_(1929_film)）》。这种类型的纪录片不强调叙事，不注重特定时空的营造，不强调连贯剪辑。它着力于节奏的创造，不同空间的并置，目的在于情绪、情调的传达。
- 阐释型纪录片（Expository Documentary）：阐述型纪录片也出现于20世纪20年代。中国在1990年代“新纪录运动”（这个概念是否成立或许依然存疑）之前的纪录片多属此类。这种纪录片宣传意图明确，创造者倚重解说词的力量说服观众接受自己的观点。形式上的典型特征是“上帝之声”（voice-of-God）、证据剪辑、全知视点等。
- 观察型纪录片（Observational Documentary）：观察型纪录片出现于20世纪60年代，其技术基础在于便携式摄影机和磁带摄像机的出现。这种纪录片放弃解说，放弃扮演，纪录片导演成了“墙壁上的苍蝇”。近年来中国出现很多这种类型的纪录片，如段锦川的《八廓南街16号》、康健宁的《阴阳》等。这种纪录片长于现实世界的表达，但对于历史题材却难以处理。由于放弃了解说、字幕，影像的表达很容易流于冗长而沉闷。
- 参与型纪录片（Participatory Documentary）：参与型纪录片出现于20世纪60年代。代表作品是让·鲁什和埃德加·莫林的《夏日纪事》（Chronicle of Summer）。这种类型的纪录片不掩盖导演的在场，相反，刻意强调导演与被拍摄对象的互动。标志着中国纪录片创作迈入新阶段的作品《望长城》即有此特点。
- 反射型纪录片（Reflexive Documentary）：反射型纪录片出现于20世纪80年代。代表作是《姓越名南》。这种类型的纪录片的显著特征在于对纪录片呈现社会历史过程本身的反思。和其他类型纪录片一样，反射型纪录片重视对现实世界的表达，但更为重要的是，导演在片中同时表达对纪录片创作本身的反思。这种影片往往显得更为抽象，难以理解。
- 表述行为型纪录片（Performative）：表述行为型纪录片把真实的事件进行主观的放大，背离现实主义的风格。强调创作者主观的表述。代表作如马龙·里格斯（英语：Marlon Riggs）的《舌头不打结（英语：Tongues Untied）》。这种类型的纪录片往往与先锋电影很接近。

## 真实性
|                           | 对于我来说一部电影使用什么手段，它是一部表演出来的故事片还是一部纪录片，不重要。一部好电影要表现真理，而不是事实。 |
| ——谢尔盖·爱森斯坦，1925年 | |

上面这句引言，体现出纪录片与故事片之间实际上并没有明确的界限。
一般来说，观众对一部纪录片的期待是它写实，但实际上仅仅镜头和拍摄人的在场这个事实，就可以影响被记录的情况。严谨的纪录片同时也记录下拍摄过程对被记录的情况的影响，来让观众获得一个比较客观的印象。被记录的情况的代表性也影响到一部纪录片是否写实。比如许多描写动物的纪录片在裁剪时往往更加愿意选择带有戏剧性的镜头，而这些镜头并不一定是这些动物典型的生活习惯。纪录片的拍摄者的个人观点和他的评论也可能影响一部纪录片的写实性。比如许多描写动物的纪录片中评论者喜欢用拟人的语句来描写一个动物的行为，而实际上动物的行为与拟人的描写可能毫不相关。
正因为观众往往认为纪录片中表达的是事实，因此纪录片可以由于不谨慎或者蓄意造成非常大的误解，纪录片也因此往往被用作政治宣传工具。一个反面的例子是1958年获得奥斯卡金像奖的迪士尼动物纪录片《白色旷野》，在这部片子中观众看到旅鼠落下悬崖的景象，因此至今为止依然有许多人以为旅鼠会集体自杀。实际上这个镜头是在工作室内一个布置为冰天雪地的桌子上拍的，而电影里的旅鼠也不是落入海中，而是落到桌子下。而真正的旅鼠虽然偶尔会集体迁徙，但实际上并不进行集体自杀。

## 历史

### 开始
从技术上来说最早的电影几乎全部是纪录片。最早的电影大多数是直接拍摄生活中的一段情景，比如一列开入火车站的火车，或者下班的工人等等。1901年至1906年奥地利民俗学家鲁道夫·普契（Rudolf Pöch）拍摄了新幾內亞的土著居民的生活，可以被看作是真正的纪录片的先驱。

### 1920年代
1922年羅伯·佛萊厄提拍摄了第一部卖座非常好的纪录片《北方的南奴克》。不过佛拉哈迪在他的电影中使用了许多表演的情节。他的这部电影也没有反映因纽特人当时真正的生活情况（比如当时因纽特人已经非常普遍地使用火枪了，而佛拉哈迪则不允许任何火枪在电影中出现）。
在欧洲形成了一个以写实为宗旨的传统，在这个传统下产生了一些以城市为主题的纪录片比如华尔特·罗特曼的《柏林：城市交响曲》、阿尔贝托·卡瓦尔康蒂的和吉加·维尔托夫的《持摄影机的人》。

### 1930年代和1940年代
1930年代里在德国出现了许多教育性的纪录片，这些片子的数目远远超过了当时德国故事片的数目，其中也包括世界上最早的水下摄影和显微摄影。
在1930年代和1940年代纪录片越来越被看重为一种宣传工具。各个国家均通过新闻影片的形式来使用纪录片作为宣传媒体。作为例子有苏联的真实电影和美国法蘭克·卡普拉的《我們為何而戰》。
尤其纳粹德国大量使用纪录片作为宣传工具。在这里尤其著名的有莱尼·里芬斯塔尔的《意志的胜利》和弗里茨·希普勒（Fritz Hippler）的《永远的犹太人》。
1930年代也出现了最早的关于纪录片的理论，其中约翰·格里尔逊的《纪录片首指》（First Principles of Documentary）尤为重要。

### 第二次世界大战后
战后在法国产生了真實電影，同时在美国产生了直接电影。两者虽然非常相似，但是在处理拍摄者对拍摄对象的影响上的手段不同。
1960和1970年代里尤其在拉丁美洲纪录片被用作抵抗新殖民主义和资本主义的武器。
随着电视的普及，纪录片逐渐从电影院裡消失。只有极少数的纪录片还能够在电影院裡获得成功。
偶尔在电影院裡也非常受欢迎的纪录片包括动物片《沙漠奇观》（1953年）、《迁徙的鸟》（2001年）和迈克尔·摩尔的《华氏911》（2004年）。尤其《华氏911》的票房名列第一，是在纪录片的历史中未曾有过的。至2004年12月11日它在全球共收入220,194,771美元，成为世界上利润最高的纪录片。

## 華語圈纪录片
纪录片从20世纪初来到中国并植根发芽。大中华地区从1900年开始通过电影技术拍摄记录下许多真正意义上的纪录电影，为大陆、香港和台湾保存了很好的历史影像。
香港纪录片
1930年代起，香港电影界运用电影设备拍摄记录下许多历史事件影像，包括纯百姓生活的电影纪录、孙中山先生宣扬中国革命的行踪纪录、北伐战争纪录等等，这些影像资料成为日后华人历史中不可划缺的一环。也奠定了香港纪录片电影的开端。
1930年代开始，中华民族经历漫长的战争岁月，先后经历抗日战争和国共内战，作为英国殖民地的香港成为两岸三地的第一收容港，完整接收庇护了许多内地逃难的知识分子和电影人，这些电影人运用当年先进的电影设备完整记录下这段战争岁月。战后，由于香港有别于共产党思维的大陆和国民党统治的台湾，因此政治中立、左右观点并存的历史影像纪录得以完整保存下来。因此香港纪录片成为两岸三地中最没有意识形态枷锁的纪录片电影。
踏入1950年代，电视业开始在香港发展，集合声光电于一身的电视媒体开始承担纪录历史的重责，一幕幕真实的每日新闻画面开始通过电视媒体大气电波呈现在每家每户，使得香港的纪录片电影，从特殊人群的历史素材，走向面对普罗大众的电视新闻节目。各大电视台开始制作深度广度的新闻专题节目，定期播放原创拍摄的电视新闻记录，这些珍贵的画面也成为香港纪录片走向公共化的开端。
随着1980年代的来临，经济腾飞，香港各大电视台的制作水平日益提高，电视新闻专题片和纪录片成为常规节目，如香港无线电视制作的《新闻透视》、《星期X档案》，香港电台电视部制作的《铿锵集》、《狮子山下》等，香港亚洲电视制作的《时事追击》等，香港有线电视制作的《神州穿梭》、《香港刺针》、《时事宽频》等，香港凤凰卫视制作的《凤凰大视野》等，一系列的新闻专题节目，使得香港电视台成为香港地区纪录片制作的重要载体。香港纪录片进入最辉煌的阶段。
时至今日，香港各大电视媒体制作的纪录片节目依然精彩绝伦，各大电视媒体保存下来的珍贵新闻影像，成为华人影视纪录片的一大瑰宝。
台湾纪录片
有别于香港，台湾纪录片的诞生则脱离中国大陆的影响，早于日治時期，日本人已经开始在台湾报道拍摄纪录片电影。随后，在国民政府时期，党政军合一的电影机构不断投资拍摄一系列宣扬台湾光复基地的政教宣传片，因此由一开端，台湾纪录片电影就打下了强烈的政党、政权意识形态，无论是日本殖民者目的，还是后来的国民党反攻大陆思维，一直笼罩在台湾纪录片电影上。
1980年代末，蒋经国解除戒严，台湾电视媒体开始自主拍摄政治较客观的新闻纪录节目。台湾纪录片电影和纪录片电视节目开始进入百花齐放的阶段，各大新闻专题节目大行其道。
1990年代，随着有线电视和卫星电视的兴起，台湾媒体界进入恶性竞争阶段，几十家电视台在十多年内蜂拥建立，使得电视新闻为争取收视走向综艺化，各种古灵精怪的新闻专题节目如雨后春笋般开播，这些电视新闻专题节目有别于以往的纪录片和专题片，充斥各种党派争论、八卦小道消息，使得台湾纪录片面臨衝擊。
直到今天，台湾各大电视媒体制作的纪录片节目可说五花八门，新闻纪录片、专题节目反而沦为小众。

## 外部連結
英国
- 全球最大的纪录片爱好者论坛 （页面存档备份，存于）

中国大陆
- 存档中国
- 36部不容错过的纪录片

台灣
- 台灣國際紀錄片影展 （页面存档备份，存于）
- 台灣國際民族誌影展

日本
- 山形國際紀錄片映畫祭 （页面存档备份，存于）